# Diocèse d'Hazaribag
Le diocèse d’Hazaribag est une circonscription ecclésiastique de l’Église catholique dans l’État de Jharkhand en Inde. Suffragant de l’archidiocèse de Ranchi, le diocèse compte 37000 fidèles (dans 23 paroisses) sur une population globale de près de six millions d’habitants. Il est gouverné par Mgr Jojo Anand depuis 2012.

## Territoire
Le diocèse couvre les districts civils d’Hazaribag, Kodarma, Chatra et Bokaro dans la partie méridionale de l’État de Jharkhand en Inde centrale (le plateau du Chota Nagpur). Le siège épiscopal se trouve à Hazaribagh, dans la cathédrale de la Transfiguration.

## Histoire
Le travail missionnaire dans la région fut confié aux missionnaires jésuites australiens après la Seconde Guerre mondiale. Outre le travail dans les régions rurales, ils ouvrirent d’importantes institutions éducatives à Hazaribagh, tels le collège Saint-Xavier et le ‘Teachers training institute’ d’Hazaribag. 
Le détachant du diocèse de Daltonganj, le pape Jean-Paul II érige le diocèse d’Hazaribag (1er avril 1995), le confiant à Mgr Charles Soreng, évêque de Daltonganj, qui pour des raisons pastorales en avait suggéré la création. De Daltonganj Soreng fut transféré à Hazaribag. 
La population du diocèse est largement indigène. Les Santals y forment la majorité. Le territoire est divisé en 23 paroisses. Aujourd’hui le clergé catholique est entièrement indigène.

## Évêques d’Hazaribag
- 1995 - 2012 : Charles Soreng, jésuite (démissionnaire)
- 2012 -  :    Jojo Anand

## Sources
- Catholic Directory of India
- Annuario pontificio 2013, Città del Vaticano, Libreria editrice vaticana, 2010.